# Prix Bourdelle
Le prix Bourdelle visait à récompenser un « sculpteur dont la notoriété n'égalait pas le talent ». Fondé en 1959 par l'Association des Amis de Bourdelle, il était attribué tous les deux ans jusqu'en 2001. Le prix était initialement doté de 200 000 francs puis de 2 000 francs (avec le passage des anciens francs aux nouveaux francs). Le lauréat bénéficiait également d'une exposition au musée Bourdelle.

## Fondation
L'Association des Amis de Bourdelle pour fonder le prix tout en respectant les idées de Bourdelle a utilisé une discussion publiée en 1926 dans Conférencia : 
« Rodin une fois, dans un banquet, a été presque sifflé parce qu'il disait : 
- Il ne faut pas trop encourager les artistes.
- Je suis de cet avis... Dans un siècle, nous pouvons compter un, deux, trois poètes ; de siècle en siècle, un sculpteur ou un peintre, mais il n'y en a pas tous les jours, pas même tous les ans. On ne les fabrique pas comme des boutons de culotte, ces gens-là ! C'est la grande erreur de ceux qui veulent encourager les arts en donnant des prix. Ce que disait Rodin est exact ; mais j'ajoute un correctif : on ne doit pas encourager "d'avance, on doit rechercher, aider ceux qui ont fait leurs preuves", et c'est ce qu'on ne fait guère, hélas ! »
Les hésitations de l'Association avaient retardé la création du prix mais Michel Dufet (ru) évoque le fait que Bourdelle à la fin de sa vie, conscient que sa mort était proche, ne manquait jamais d'aller enseigner chaque semaine à l'Académie de la Grande-Chaumière. Bourdelle disait à Cléopâtre, son épouse, qui voulait lui éviter fatigue et souffrance et tentait donc de le retenir à la maison : « Si j'avais reçu à leur âge les conseils que je leur donne, j'aurais été beaucoup plus loin. »

## Jury
Pour composer le jury, le Goncourt fut utilisé comme référence, ainsi, à la demande de Cléopâtre Bourdelle-Sévastos, le jury ne fut composé que de sculpteurs. On proposa donc concernant l'Ecole de Paris deux anciens élèves de Bourdelle qui acceptèrent : Alberto Giacometti et Germaine Richier, mais également Arp, Lipchitz, Pevsner et Zadkine (Gimond fut invité mais refusa). Calder représenta l'Amérique, Karl Hartung représenta l'Allemagne, Marino Marini représenta l'Italie et Henry Moore représenta la Grande-Bretagne.
En 1971, il se compose toujours exclusivement de sculpteurs (Emmanuel Auricoste, Émile Gilioli, Étienne Hajdu, Étienne Martin et Antoine Poncet). En 1973, Robert Couturier et Alicia Penalba rejoignent le jury.

## Lauréats
- 1959 : Shamaï Haber et Brigitte Meier-Denninghoff[1]
- 1961 : Isabelle Waldberg et Jean Cardot[1]
- 1963 : Claude Abeille et François Brochet[1]
- 1965 : Claude Mary[1]
- 1967 : Pierre Sulmon[1]
- 1969 : Marguerite Le Ribot[1]
- 1971 : Alberto Guzmán[1]
- 1973 : Nissim Merkado[1]
- 1975 : Camilo Otero[1]
- 1977 : Pascale Morice et Gigi Guadagnucci (it)[1]
- 1979 : Parvine Curie[1]
- 1981 : Carlos Cobra et Jean-Paul Philippe[1]
- 1983 : Joan Pala[4]
- 1985 : Lisbeth Delisle[4]
- 1987 : Lorika Koch[4]
- 1989 : Henri-Georges Vidal[4]
- 1991 : Haruhiko Sunagawa[4]
- 1993 : Manuel Müller[4]
- 1995 : Takashi Naraha[4]
- 1997 : Brigitte Terziev[4]
- 1999 : Vincent Peraro[4]
- 2001 : Maria Kuczyńska (pl)[4]